# NGC 6112
NGC 6112 este o galaxie eliptică situată în constelația Coroana Boreală. A fost descoperită în 7 iulie 1880 de către Édouard Stephan⁠(d). Se află la o distanță de 129,42 de megaparseci de Pământ.